# Frédéric Basse
Pour les articles homonymes, voir Basse.
 Frédéric Chrétien Basse, né à Bruxelles le 25 février 1785 et décédé dans la même ville le 30 juin 1848, est un industriel et homme politique belge francophone libéral.  En 1830, il est nommé capitaine de la deuxième section de la garde bourgeoise de Bruxelles

## Sa carrière
Il fut industriel et administrateur de sociétés. Il commença par développer l'industrie familiale d'indiennerie en y installant une machine à vapeur. Il récolta de nombreux prix lors des expositions internationales à Gand en 1820 puis à Haarlem en 1825. Mais en 1830 les ouvriers saccagent l'usine car ils étaient opposés à la machine à vapeur qui diminuait l'emploi manuel. Ces déboires lui firent abandonner ses activités industrielles et il entre alors au conseil de direction de la Société générale de Belgique. Mais pour participer à l'industrie charbonnière il s'endetta lourdement. Incapable de rembourser la Société générale, des suites de la crise du charbon de 1848, il fut obligé de démissionner du conseil de direction. Il mit fin à ses jours cette même année.
Fut membre du parlement,, conseiller au conseil de régence de Bruxelles de 1817 à 1830 et conseiller provincial de la province de Brabant de 1822 à 1848.
Il fit partie en 1835 du consistoire de l'Église protestante de Bruxelles. Il était franc-maçon membre de la loge les Amis philanthropes et figure parmi les fondateurs de l'université libre de Bruxelles en 1834.

## Vie familiale
Frédéric Basse avait épousé en 1826, Marie Eulalie De Latour, décédée en 1848, sœur du miniaturiste Alexandre De Latour, fille d'un propriétaire foncier,  dont il n'eut pas d'enfants.
Son père Adolphe Basse, né à Mülheim an der Ruhr le 14 décembre 1754 et décédé à Bruxelles le 13 mai 1783, reçu bourgeois de Bruxelles le 13 mai 1783, un neveu ou cousin du grand marchand et armateur Frédéric de Romberg, fut gérant puis associé dans la firme "Romberg & Fils" et sa mère Sophie Kuhne, fille de N. Kuhne et de Rosina von Romberg zu Iserlohn, également apparentée à Romberg, originaires de Westphalie, s'étaient établis à Bruxelles à la fin du XVIIIe siècle dans le sillage de Frédéric de Romberg.

## Souvenir
La rue Frédéric Basse située sur des terrains lui ayant appartenu quartier de Terre Neuve à Bruxelles, a été nommée en sa mémoire.